# Analfabetyzm w Portugalii
Analfabetyzm w Portugalii – aż do początku XX wieku większość społeczeństwa portugalskiego nie posiadała umiejętności pisania i czytania. Po roku 1920 stopniowo wzrastał odsetek osób posiadających tę umiejętność, ale pomimo tego aż do końca XX wieku analfabetyzm utrzymywał się na poziomie niespotykanym w innych krajach europejskich. 
W Portugalii aż do XX wieku analfabetyzm obejmował przytłaczającą większość ludności. W latach 1533–1567 nie więcej niż 9% urzędników wiedziało, jak się podpisywać, ale między 1572 a 1581 rokiem 15-20% urzędników. W XVII wieku około 20% radnych było w stanie się podpisać. 
Dekret z 6 listopada 1772 roku nakazywał zorganizowanie oficjalnego szkolnictwa podstawowego w Portugalii i był to jeden z pierwszych takich dekretów na świecie. Jednak historycy twierdzą, że dekret ten nie miał w istocie na celu wprowadzenia powszechnej edukacji. Twórcy konstytucji uchwalonej w 1822 roku głosili potrzebę zaprowadzenia powszechnego nauczania. Artykuł 145, paragraf 30 Konstytucji gwarantował bezpłatne nauczanie. Pomimo tego proces alfabetyzacji w Portugalii był wyjątkowo powolny. 
W 1890 roku 76% portugalskiej populacji w wieku powyżej 7 lat nie umiało czytać ani pisać. Z kolei w 1900 roku analfabetyzm wynosił 78,6%. W 1920 roku, w czasach I Republiki, wskaźnik analfabetyzmu wynosił 71%. Po roku 1920 odsetek ten powoli wzrastał. Sytuacja ta kontrastowała z innymi krajami europejskimi, w których umiejętność czytania i pisania rozwijała się stopniowo między XVIII a początkiem XX wieku. Stopień rozwoju szkolnictwa w Portugalii w 1910 roku był mniej więcej taki, jak w Hiszpanii w latach 1850–1860. 
W okresie Nowego Państwa, a zwłaszcza w okresie między 1926 a 1974 rokiem, analfabetyzm wciąż utrzymywał się na wysokim poziomie, co było zgodne z ówczesną strategią „zaprogramowanego obskurantyzmu”. Szkoła w tym okresie historycznym służyła za narzędzie indoktrynacji dzieci i szerzenia propagandy. Jednak po II wojnie światowej, pod presją organizacji międzynarodowych, takich jak UNESCO i Bank Światowy, rząd został przymuszony do stopniowego zwiększania dostępu do szkół i inwestowania w edukację społeczeństwa, co miało być sposobem na modernizację kraju. 
W 1950 roku poziom analfabetyzmu wynosił 44% i był to najwyższy wskaźnik w Europie. W sąsiedniej Hiszpanii odsetek ten wynosił wtedy 17,3%. 
Dane uzyskane ze spisu powszechnego z 1991 roku podają odsetek analfabetyzmu na poziomie 12,7%, podczas gdy w sąsiedniej Hiszpanii bariera 14% została przekroczona w latach 50. 
Biorąc pod uwagę dane ze spisu ludności z 2011 roku, 5,2% populacji Portugalii nie potrafiło czytać ani pisać. Jednak Program Narodów Zjednoczonych ds. Rozwoju z 2005 roku ujawnił, że problem jest bardziej złożony niż dotąd myślano. 48% Portugalczyków albo nie rozumiało, tego co czyta, albo miało trudności ze  zrozumieniem części informacji . W roku 2021 odsetek analfabetów wynosił 3,1%. 
Według danych z roku 2012 najwyższy odsetek analfabetów był na północy kraju. 
| Rok  | Liczba ludności | Liczba analfabetów | Procent analfabetów |
| ---- | --------------- | ------------------ | ------------------- |
| 1900 | 3 595 591       | 2 626 989          | 73,1                |
| 1910 | 3 914 631       | 2 706 509          | 69,1                |
| 1920 | 4 065 080       | 2 655 998          | 65,3                |
| 1930 | 4 647 781       | 2 812 238          | 60,5                |
| 1940 | 5 070 417       | 2 653 644          | 52,3                |
| 1950 | 5 951 520       | 2 622 128          | 44,1                |